# Рёслер, Роберт (писатель)
Роберт Рёслер (нем. Robert Rösler; 6 января 1840, Кётен — 18 мая 1881, Кёнигсберг) — немецкий писатель. Писал под псевдонимами Julius Mühlfeld, Julius Rösler-Mühlfeld.
Написал несколько романов — «Ehre», «Mittel und Zwecke», «Fürs Vaterland», «1866» (1866), «Freie Bahn», «Im Bann der Schuld» (1870) и популярных исторических сочинений: «Zwanzig Jahre Weltgeschichte 1848—1868» (1869), «Deutschlands Vertheidigungskampf» (1870), «Eugenie, die Exkaiserin» (1870), «Das Buch der Schwarzen» (1872), «Die Gesellschaft Jesu» (1872) и др.